# Куртич
Куртич (рум. Curtici, мађ. Kürtös) градић је у западном делу Румуније, у историјској покрајини Кришана. Куртич је град у жупанији Арад.
Куртич је према последњем попису из 2021. имао 7.279 становника.

## Географија
Град Куртич је смештен у западном делу историјске покрајине Кришане, 23 километра северно од првог већег града, Арада. Град се налази близу државне границе са Мађарској, која се налази 8 километара северозападно.
Град је смештен на источном ободу Панонске низије, у подножју планине Бихор, која се издиже источно од града. Надморска висина места је око 100 метара.

## Историја
Место се први пут помиње у историјским документима 1519. године. Између два светска рата носио је званичан назив Децебал. Статус града је насеље стекло 1968. године.
Године 1726. заслужни Србин племенитог рода, Самуило Хорват добио је од аустријског цара Карла VI за војне заслуге племство. Дат му је грб и земљишни посед - племићки предикат от Куртич-и. Тај предикат ће носити и његов син руски генерал Јован Хорват који је ту одрастао. Јован је у Русији 1752. године створио српску војничку насељеничку област "Нова Сербија".

## Становништво
У односу на попис из 2002, број становника на попису из 2011. се смањио.
| 1977.  | 1992. | 2002. | 2011. |
| ------ | ----- | ----- | ----- |
| 11.104 | 9.987 | 9.762 | 7.453 |

Румуни су претежно становништво Куртича (око 70%), Мађари (19%) и Роми (10%).

## Галерија
- Положај града Куртич на територији жупаније Арад